# Беркли (Калифорния)
Бе́ркли (англ. Berkeley /ˈbɜːrkli/) — город на восточном берегу залива Сан-Франциско, в округе Аламида штата Калифорния; входит в область залива Сан-Франциско. Назван по имени епископа, философа-идеалиста Джорджа Беркли (1685—1753). Граничит с городами Окленд и Эмеривилл к югу и с городом Олбани и невключённой территорией Кенсингтон на севере. На востоке граничит с округом Контра-Коста по горной цепи Беркли Хилс. Население города по переписи 2010 года составляет 112 580 человек.
Беркли известен как научный центр. В городе располагается старейший кампус Калифорнийского университета — Калифорнийский университет в Беркли, Национальная лаборатория имени Лоуренса и другие институты и лаборатории. В Беркли также находится Аспирантский богословский союз.
Считается одним из самых либеральных городов страны. Именно этот город в 1984 году впервые в новейшей истории законодательно признал однополые семьи, использовав термин «домашнее партнерство».

## История

### Индейские племена
До прихода европейцев на месте города проживала группа, говорящая на языке чоченьо / хучиун (huchiun) племени олони.

### Появление белых
Первые европейцы прибыли в 1776 году с экспедицией де Анса. На входе в залив Сан-Франциско у пролива Золотые Ворота было основано испанское поселение Пресидио к западу от Беркли. Земли на восточном берегу залива Сан-Франциско, на которых позже появилось Беркли, были пожалованы испанским королём солдату Луису Перальте (1759—1851).
Перальта на ранчо «Сан-Антонио» выращивал скот, после разделил его между четырьмя сыновьями. Висенту и Доминго достались те части, где находится Беркли. В городе есть улицы, носящие их имена — Висент-роуд, Доминго-авеню, Перальта-авеню.
Ранчо «Сан-Антонио» принадлежали братьям Перальта и после Мексиканской войны за независимость, когда Верхняя Калифорния стала частью Мексики. После Американо-мексиканской войны Верхняя Калифорния отошла к США и началась калифорнийская золотая лихорадка, на земли братьев Перальта стали претендовать поселенцы и они были разделены.
Изначально территория Беркли относилась к округу Контра-Коста. 25 марта 1853 года был создан округ Аламида, путём деления Контра-Коста и присоединения части округа Санта-Клара.

### Основание вуза и города Беркли
В 1853 году в незадолго до этого основанном соседнем Окленде была основана негосударственная Академия Контра-Коста для обучения свободным искусствам, через два года получившая название Колледжа Калифорнии (Колледж Калифорнии (англ. College of California)) со статусом училища по подготовке к учебе в вузах, сначала не имевшего вузовских курсов, хотя слово «колледж» имеет в английском языке одно из основных значений «высшее учебное заведение». Училище получило четыре квартала, но они оказались быстро застроены и места для дальнейшего развития там не оставалось. Поэтому учебное заведение приняло решение приискать свободное пространство в окружающей сельской местности.
И в 1866 году на территории нынешнего Беркли была основана новая площадка Колледжа Калифорнии из Окленда.
Место было выбрано к северу от Окленда у подножия горного хребта Контра-Коста (Contra Costa Range), позднее получившего название Беркли Хилс, по обеим сторонам Земляничного ручья (Строберри-крик (англ. Strawberry Creek)) на высоте 150 метров (500 футов) над заливом Сан-Франциско с видом на окрестности залива — и на Тихий океан, наблюдаемый в створе пролива Золотые ворота.

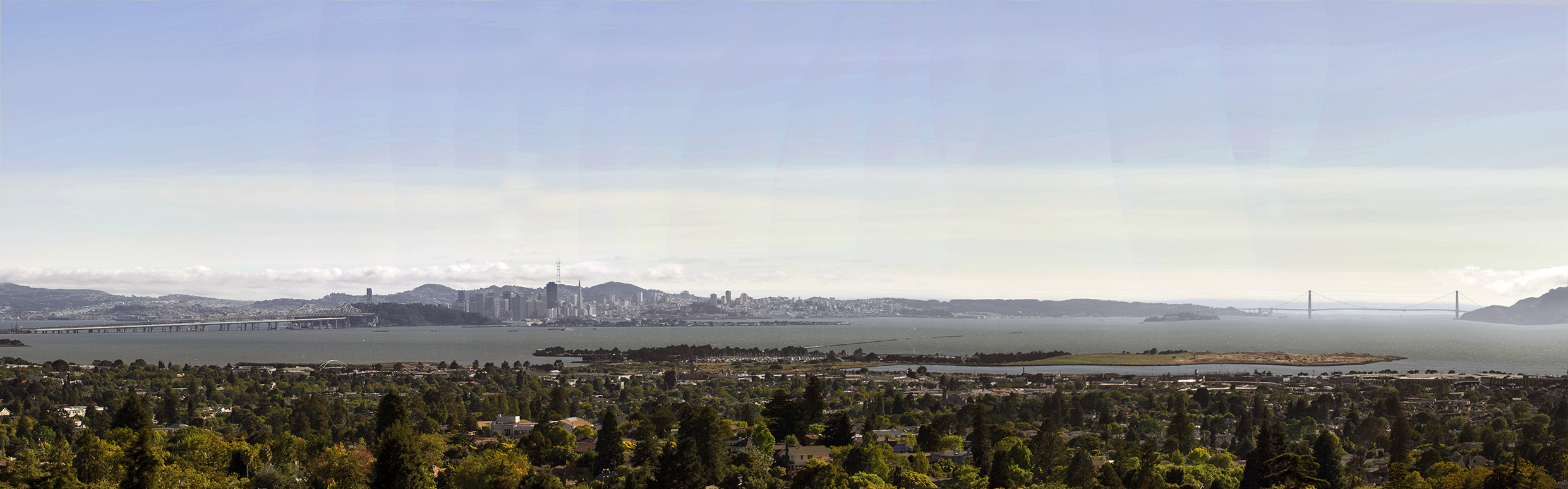
Вид на город с Индейской скалы

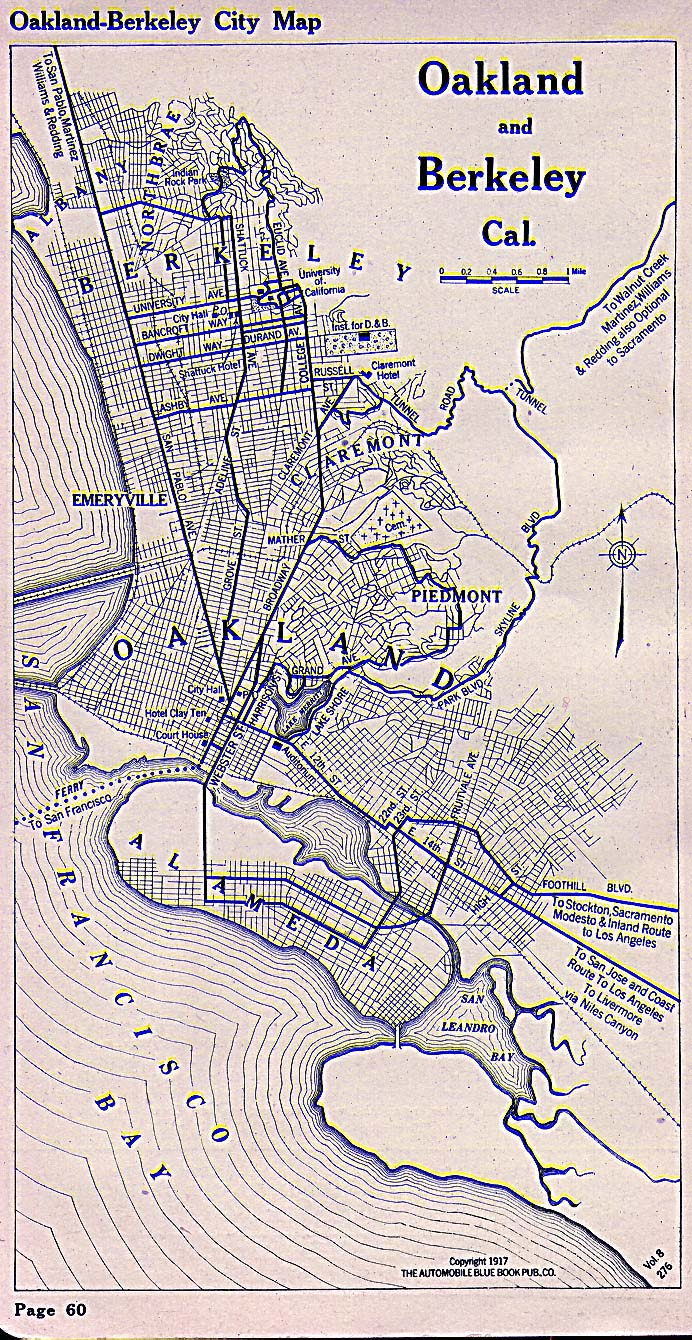
Карта Окленда и Беркли

Легенда гласит, что сейчас место основания вуза сейчас находится в Беркли на углу Хёрст-авеню (Hearst Avenue) и Гейли-роуд (Gayley Road). Это Камень Основателей (англ. Founders' Rock), где собрались 12 членов Попечительского совета Колледжа Калифорнии 16 апреля 1860 г. для церемонии основания новой учебной площадки на недавно приобретённом участке земли.
В 1866 году основатели выросшего из колледжа университета собрались у Камня Основателей вновь. Считается, что при взгляде на воды залива, где выделялись два корабля, шедшие через пролив Золотые ворота на парад, одному из участников, юристу и финансисту Фредерику Биллингсу (en:Frederick H. Billings) вспомнились строки стихотворного сочинения «Verses on the Prospect of Planting Arts and Learning in Americas» («Стихи о перспективе насаждения искусств и учености в Америках») англо-ирландского философа, епископа и поэта 18 века Джорджа Беркли (британское произношение: Баркли), написанные для открытия колледжа на Бермудах, на который епископ для распространения просвещения среди английских колонистов и местных жителей получил королевский устав, но не смог собрать достаточное денег. Философ надеялся, что на новых землях в благословенном климате человек из пришедшей в упадок Европы будет жить в новом «Золотом веке».. Последняя строфа из стихотворения гласила:
Westward the course of empire takes its way;
The first four acts already past,
A fifth shall close the drama with the day;
Time’s noblest offspring is the last.Джордж Беркли, http://americainclass.org/wp-content/uploads/2014/02/2_BERKELEY-VERSES-ON-THE-PROSPECT-OF-PLANTING-ARTS-AND-LEARNING-IN-AMERICA.pdf

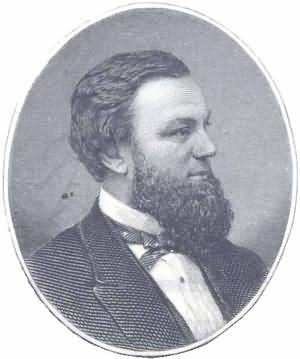
Фредерик Биллингс

Первая строка четверостишия как раз гласит, что путь империи лежит на запад, а эти места — западное побережье западного штата Калифорния, и корабли из залива шли на запад. Фредерик Биллингс и предложил назвать новое поселение в честь британского мыслителя, автора этих стихов. В День Устава университета в 1896 г. на этом месте была установлена мемориальная доска.

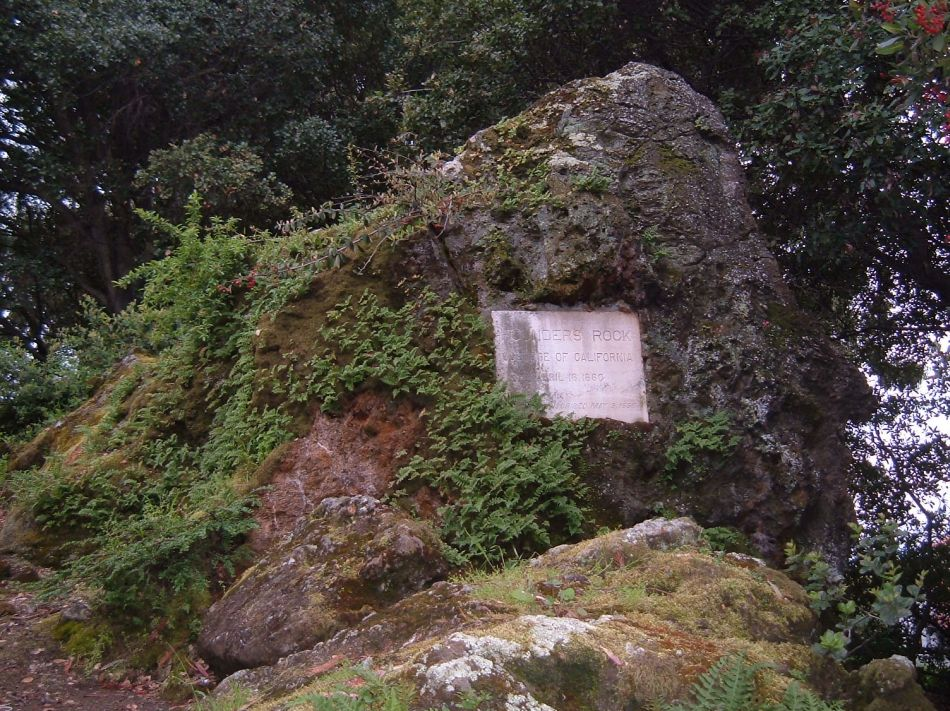
Камень Основателей Беркли

Движение на запад народа США в эти годы отразилось и в украшающей здание Капитолия в столице страны Вашингтоне настенной росписи, названной той же строчкой «en:Westward the Course of Empire Takes Its Way».
Попечители колледжа думали привлечь денежные средства от продажи земельных участков под застройку в новом поселении и составили проект его кадастрового плана с нанесенной сетью будущих улиц, но собрать достаточное количество средств не удалось, и было привлечено финансирование от властей Калифорнии, что привело к созданию в 1868 году основан публичного (то есть с правительственным финансовым участием, государственного в противовес частному) Калифорнийского университета, у которого впоследствии кроме города Беркли появились филиалы и в других городах штата.
Конка соединяла Окленд с кампусом университета по будущей Телеграф-авеню.
К 1870 году первая трансконтинентальная железная дорога США достигла Окленда. В 1876 году железная дорога соединила Беркли и Эмеривилл. В том же году часть трансконтинентальной железной дороги была перенаправлена в Окленде и проложена по берегу залива в Беркли.
В 1878 году был основан город Беркли. Первым избранным попечителем города стал Денис Кирни (1847—1907), глава Партии рабочих Калифорнии.

### Развитие города
Под влиянием университета в городе быстро появлялись современные технологии. В 1888 году в городе появилось электрическое освещение. Потом телефон. Электрические трамваи заменили конку. Их можно увидеть в немом фильме, хранящемся в Библиотеке Конгресса — A Trip To Berkeley, California (1906), снятом оператором Билли Битцером (1872—1944).
Беркли избежал серьезных разрушений при землетрясении в Сан-Франциско в 1906 году и в город пришли тысячи беженцев.
В 1908 году был проведён референдум о переносе столицы штата в Беркли. Он был проигран с перевесом в 33 000 голосов.
По росту города ударил биржевой крах 1929 года. Ущерб от Великой депрессии был меньше, чем в других городах благодаря университету.
В честь Беркли назван астероид (716) Беркли, открытый в 1911 году австрийским астрономом Иоганном Пализой в Вене
В 1949 году учеными Национальной лаборатории им. Лоуренса в Беркли был получен новый химический элемент с атомным номером 97, который назвали берклием.

## Города-побратимы
- Гао, Мали
- Резервация Блэкфит[англ.], Калифорния, США
- Йена, Германия
- Ума-Баванг, Малайзия
- Сакаи, Япония
- Сан-Антонио-лос-Ранчос[англ.], Сальвадор
- Укасие, ЮАР
- Йондо, Колумбия
- Пальма-Сорьяно, Куба
- Леон, Никарагуа.

В 2022 году Беркли приостановил сотрудничество с российскими городами из-за вторжения России на Украину